# مارثا كارسون
مارثا كارسون (بالإنجليزية: Martha Carson)‏ هي مغنية ومغنية مؤلفة أمريكية، ولدت في 19 مارس 1921، وتوفيت في 16 ديسمبر 2004 في ناشفيل في الولايات المتحدة.

## وصلات خارجية
- مارثا كارسون على موقع ميوزك برينز (الإنجليزية)
- مارثا كارسون على موقع ميوزك برينز (الإنجليزية)
- مارثا كارسون على موقع أول ميوزيك (الإنجليزية)
- مارثا كارسون على موقع ديسكوغز (الإنجليزية)